# Georg David Matthieu
Pour les articles homonymes, voir Mathieu (patronyme).
Georg David Matthieu, né le 20 novembre 1737 à Berlin, mort le 3 novembre 1778 à Ludwigslust, est un graveur et peintre de portraits allemand de style rococo qui a travaillé comme peintre de la cour du Duc de Mecklembourg. 

## Galerie

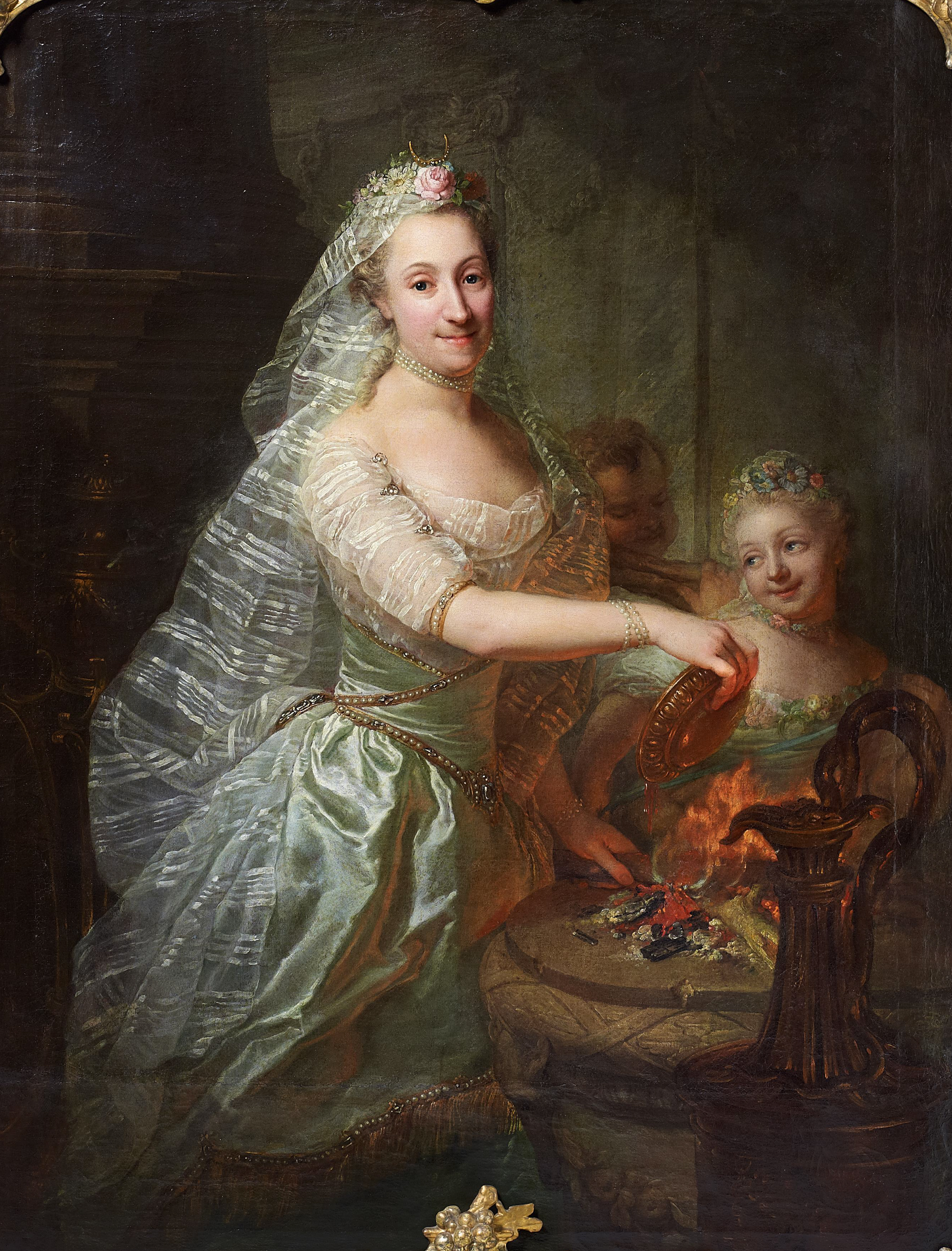
Portrait de Magdalene von Olthof (1762/64)
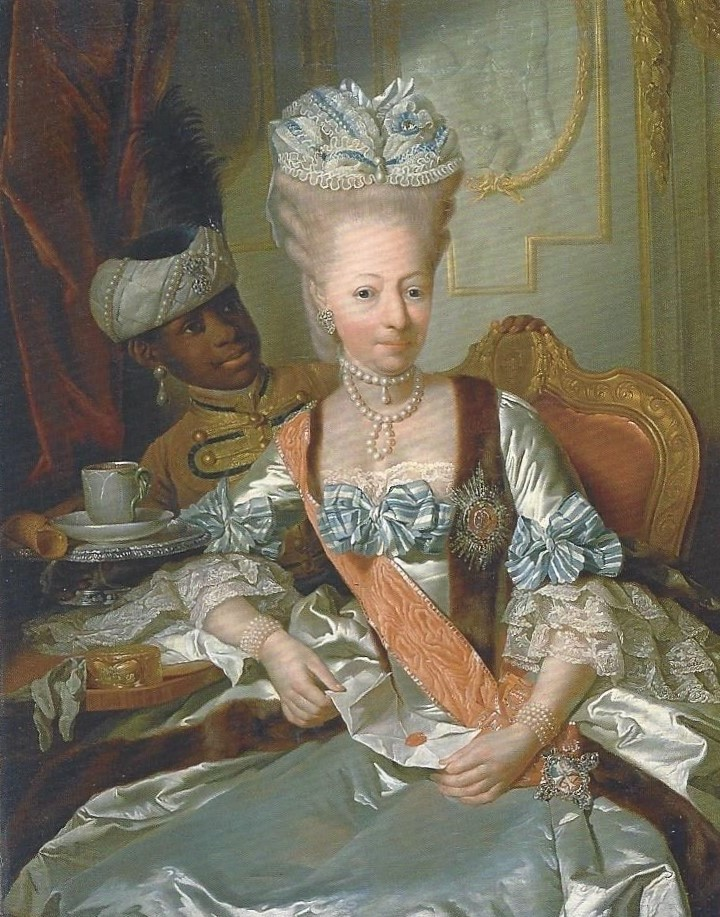
Luise Friederike (Mecklenburg-Schwerin)
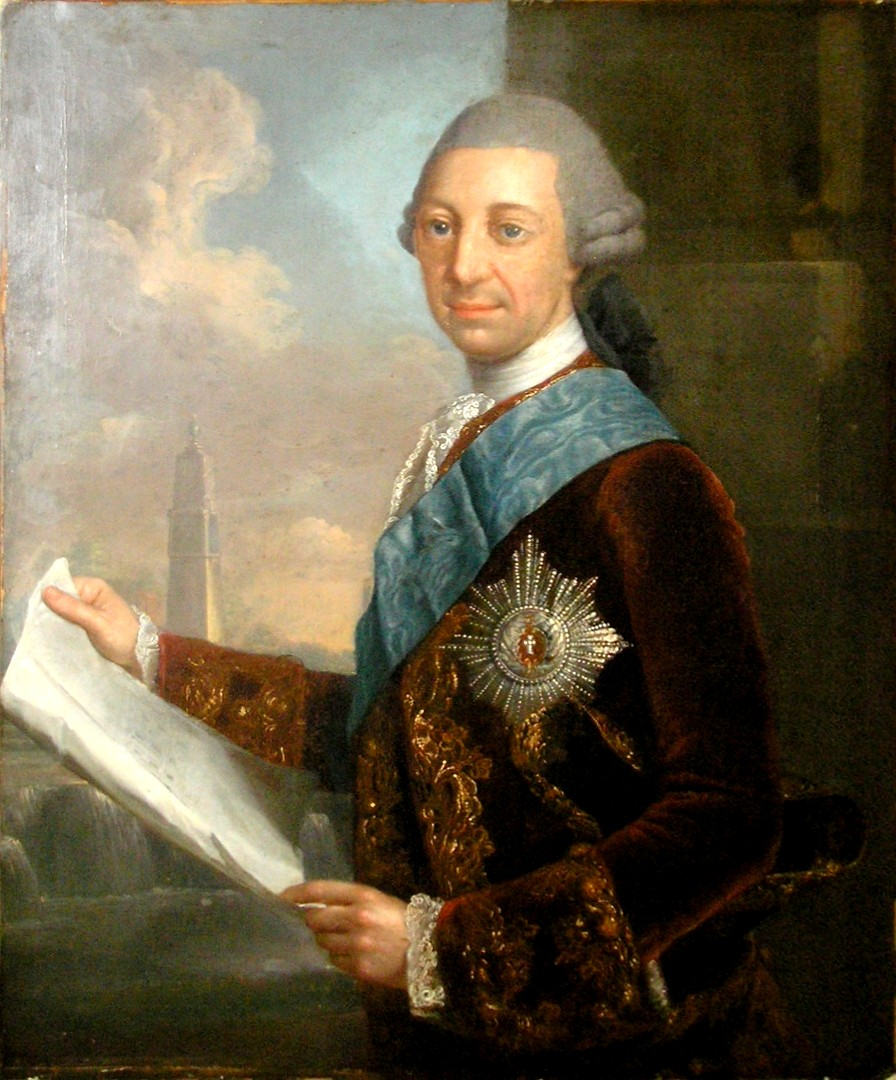
Frederick II, Duc de Mecklenburg (1772)